# فضيحة سانتوريني
كان سانتوريني قارب صيد يستخدم لتهريب الأسلحة، وتم الاستيلاء عليه في مايو 2001 من قبل وحدة الكوماندوز البحرية الإسرائيلية شايتيت 13 . وكانت هذه أول سفينة يتم القبض عليها أثناء محاولتها تهريب أسلحة إلى الأراضي الخاضعة للسيطرة الفلسطينية. وفي مايو 2002، أُدين ثلاثة من أفراد طاقم سانتوريني بمحاولة تهريب أسلحة إلى قطاع غزة .

## عملية
وكان طاقم السفينة بقيادة القبطان ديو فايزة، وهو مواطن لبناني، وضم اثنين من أقاربه هما حسين فايزة وفهدي عوضاس. وكان الثلاثة مهربين محترفين؛  وكان العضو الرابع في الطاقم هو ابن فايزة. تم تعيين الطاقم من قبل الجبهة الشعبية لتحرير فلسطين – القيادة العامة بقيادة أحمد جبريل  وطُلب منهم تهريب الأسلحة إلى غزة. رفض الطاقم العملية باعتبارها محفوفة بالمخاطر، لكنه وافق بدلاً من ذلك على تهريب الأسلحة إلى موقع بالقرب من ساحل سيناء المصري.
حيث سيقابلها عملاء الجبهة الشعبية لتحرير فلسطين - القيادة العامة. قام الطاقم بثلاث محاولات فاشلة للقاء العملاء في سيناء وتم القبض عليهم في الرابعة.
وكانت السفينة سانتوريني قد غادرت شمال بيروت في 6 مايو/أيار 2001، وهي تحمل أسلحة معبأة في براميل. وكانت خطتهم تتمثل في إسقاط البراميل قبالة الشاطئ، وتثبيتها في مكان محدد مسبقًا ليتم جمعها لاحقًا من قبل عملاء في سيناء. رصدت طائرة مراقبة السفينة المشبوهة، وصعد فريق كوماندوز من شايطت 13 على متن السفينة التي يبلغ وزنها 40 طنًا بالقرب من روش الناقورة ، قبالة ساحل شمال حدود إسرائيل مع لبنان.

## شحنة
ووفقاً للجيش الإسرائيلي، احتوت الشحنة على الأسلحة التالية:
- 50 راجمة صواريخ كاتيوشا
- أربعة صواريخ ستريلا 2 (SA-7) مضادة للطائرات
- 120 قنبلة يدوية مضادة للدبابات من طراز RKG
- 20 قاذفة قذائف صاروخية
- مدفعان هاون عيار 60 ملم
- 98 قذيفة هاون عيار 60 ملم
- 62 لغم أرضي من طراز TMA-5
- ثمانية ألغام أرضية مضادة للدبابات من طراز TMA-3
- 24 قنبلة يدوية
- 30 بندقية أيه كيه
- 116 طلقة بندقية للبنادق
- 13 ألف رصاصة كلاشينكوف عيار 7.62 ملم

## تفاعلات
- الجبهة الشعبية لتحرير فلسطين - القيادة العامة: أكدت الجبهة الشعبية لتحرير فلسطين - القيادة العامة أن الشحنة كانت لهم، [7] ونقل عن جبريل قوله في إذاعة الجيش الإسرائيلي "لم تكن هذه الشحنة الأولى ولن تكون الأخيرة".[7][8][9]
- إسرائيل: قال رئيس الوزراء شارون إن الحدث كان "تطوراً خطيراً للغاية" "يؤكد نوايا السلطة [الفلسطينية]".[10] ووصف ذلك بأنه انتهاك خطير للغاية لجميع الاتفاقيات التي وقعها عرفات مع إسرائيل.[11]
- السلطة الفلسطينية - نفى وزير الإعلام الفلسطيني ياسر عبد ربه أي علاقة له بمحاولة التهريب، ونقل عن المتحدث باسم السلطة الفلسطينية نبيل أبو ردينة قوله "بالتأكيد ليس لدينا أي علاقة بالشحنة".[7]

## ما بعد الكارثة
وفي مايو/أيار 2002، أدانت محكمة عسكرية ثلاثة من أفراد طاقم سانتوريني بمحاولة تهريب أسلحة إلى غزة. وكانت القضايا القانونية الرئيسية هي ما إذا كانت الأسلحة متجهة إلى غزة (التي كان للمحكمة اختصاصها ، حيث كانت إسرائيل محتلة آنذاك)، وما إذا كان الطاقم يعلم أن غزة ستكون الوجهة النهائية للشحنة. أما عضو الطاقم الرابع، وهو نجل فايزة، فقد تمت تبرئة ساحته عندما قررت المحكمة أنه لم يشارك في المحاولات الثلاث السابقة وأنه لم يثبت أنه كان يعرف وجهة السفينة.
1. ↑  "מבזקים.נט » מבזקי חדשות לפי קטגוריה » חדשות". mivzakim.net. مؤرشف من الأصل في 2024-01-25.
2. ↑  "Weapons Found on 'Karine-A' and 'Santorini'". مؤرشف من الأصل في 2024-03-02.
3. 1 2 3 4 5  Harel، Amos (12 ديسمبر 2002). "Military tribunal convicts three 'Santorini' crew members". Haaretz. مؤرشف من الأصل في 2024-04-09. اطلع عليه بتاريخ 2011-03-28.
4. 1 2  Harel، Amos (12 ديسمبر 2002). "Military tribunal convicts three 'Santorini' crew members". Haaretz. مؤرشف من الأصل في 2024-04-09. اطلع عليه بتاريخ 2011-03-28.Harel, Amos (12 December 2002). "Military tribunal convicts three 'Santorini' crew members". Haaretz. Retrieved 28 March 2011.
5. ↑  "Boat containing weapons found off Israel". CNN. 7 مايو 2001. مؤرشف من الأصل في 2023-12-18.
6. ↑  "Boat containing weapons found off Israel". CNN. 7 مايو 2001. مؤرشف من الأصل في 2023-12-18."Boat containing weapons found off Israel". CNN. May 7, 2001.
7. 1 2 3  "israelinsider.com - contact with domain owner | Epik.com". israelinsider.com. مؤرشف من الأصل في 2024-04-09.
8. ↑  Zaki Chehab (2007). Inside Hamas: the untold story of militants, martyrs and spies. I.B. Tauris. ص. 169. ISBN:978-1-84511-389-6. مؤرشف من الأصل في 2024-04-10.
9. ↑  Philips، Alan (10 مايو 2001). "Violent threat to US for backing 'monster Israel'". The Daily Telegraph. مؤرشف من الأصل في 2022-08-17. اطلع عليه بتاريخ 2011-04-07.
10. ↑  Gozani، Ohad (9 مايو 2001). "Israel blames Arafat after arms seizure". The Daily Telegraph. مؤرشف من الأصل في 2022-08-15. اطلع عليه بتاريخ 2011-04-07.
11. ↑  "Ahmad Jebril says weapons shipment was his group's business". مؤرشف من الأصل في 2022-05-12. اطلع عليه بتاريخ 2011-04-07. Sharon added that this was a dangerous development and severe violation to the accords on the part of the PNA.

## الصور
- سفينة الأسلحة - "سانتوريني"